# Glenochrysa insularis
Glenochrysa insularis is een insect uit de familie van de gaasvliegen (Chrysopidae), die tot de orde netvleugeligen (Neuroptera) behoort. 
Glenochrysa insularis is voor het eerst wetenschappelijk beschreven door Hölzel in 1991.